# USS Charlotte (SSN-766)
Pour les autres navires du même nom, voir USS Charlotte.
L’USS Charlotte (SSN-766)  est un sous-marin nucléaire d'attaque de la classe Los Angeles. Il est nommé d'après la ville de Charlotte en Caroline du Nord. Le sous-marin peut lancer un sous-marin de sauvetage car il dispose d'une attache.
En novembre 2005, ce sous-marin est passé sous la calotte glaciaire arctique, faisant surface au pôle Nord en perçant 155 centimètres de glace.

## Culture populaire
Le Charlotte apparaît dans Dette d'honneur de Tom Clancy et Deception Point de Dan Brown.